# Arc the Lad II
Arc the Lad II (アークザラッドII) est un jeu vidéo de type tactical RPG développé par G-Craft, produit par Arc Entertainment et édité par Sony Computer Entertainment, sorti en 1996 sur PlayStation.